# Cima Plem
La Cima Plem (3.182 m s.l.m.) è una montagna del Gruppo dell'Adamello, è raggiungibile risalendo la Val Malga da Malonno o Sonico.

## Salita alla vetta
Bisogna parcheggiare l'auto al Ponte del Guat, una località nella parte alta della Val Malga, accessibile da Malonno o da Sonico. 
Per la vetta si possono seguire due vie, una più impegnativa che inizia dal Rifugio Tonolini oppure quella più semplice che passa per il Rifugio Gnutti, inoltre sono presenti numerosi itinerari alpinistici che salgono la montagna dal versante ovest e sulla cresta nord ovest. 
Effettuando i due itinerari dal Rifugio Tonolini o dal Rifugio Gnutti il sentiero è segnato regolarmente tranne verso il Passo Cristallo (2885 m), dove però si può dedurre la via da prendere. Il tratto finale che si sviluppa sulla cresta che porta fino alla cima è per alpinisti esperti.

### Rifugi d'appoggio
- Rifugio Tonolini - 2.450 m
- Rifugio Gnutti - 2.160 m